# رالف بي. قاي جونيور
رالف بي. قاي جونيور (بالإنجليزية: Ralph B. Guy, Jr.)‏ هو محامي وقاضي أمريكي، ولد في 1929 في ديترويت في الولايات المتحدة.